# Pomba Gira
Pomba Gira es el nombre de un espíritu afro-brasileño evocado por los practicantes de Umbanda y Quimbanda en Brasil. Ella es compañera de   Exu, no es su esposa, que es el mensajero de los Orisha en Candomblé. Conocida por muchos nombres, o avatares, Pomba Gira se asocia a menudo con el número siete, encrucijadas de caminos, cementerios, incorporación de espíritus y brujería.

## Tradición
Mientras que Eshu representa la sexualidad masculina, la fertilidad y la fuerza, Pomba Gira personifica la sexualidad femenina, la belleza y el deseo. Ella es representada como una mujer hermosa que es insaciable. Pomba Gira es venerada con gran respeto y cuidado debido a su reputación de poseer una gran ira. A menudo la invocan quienes buscan ayuda en asuntos del corazón y del amor.
También es conocida por su conexión con mujeres transgénero y adoradores masculinos afeminados en referencia a la unidad sexual y tiene la reputación de poseer a ambos. Algunas representaciones de Pomba Gira muestran las características de ser promiscuo, hablador y vulgar. Sin embargo, tiene muchos avatares y estará más o menos inclinada hacia ese comportamiento, dependiendo de cómo se manifieste ella misma. 